# イサル
イサル造船（スペイン語：Izar construcciones navales）は、スペインの国営造船会社。

## 概要
イサルは2000年7月に設立される。事業合併の結果、スペイン造船（AESA）は一般公開会社化した。
商船部門への政府助成が欧州連合の競争政策に違反するとされ、2004年12月に産業関与公社（es:Sociedad Estatal de Participaciones Industriales）の経営陣と株主は軍事部門の分離を決定し、2005年3月に造船所6箇所（フェロル、フェネ、プエルト・リアル、サン・フェルナンド、カディス、カルタヘナ）はナバンティアに集約・分離される。残された民間部門造船所については、2005年4月から産業関与公社による清算手続きが開始され、民間への売却を念頭にグループ内の全活動は20％以内に制限され、以後の新規契約は行われなかった。

## 造船所
一般造船所
- カディス造船所
- フリアナ製造（ヒホン）
- マニセス・ディーゼルエンジン会社
- タジェレス北西造船所（ASTANO）
- プエルト・リアル造船所
- セスタオ造船所
- セビリア造船所

軍用造船所（旧バサン）
- フェロル造船所
- カルタヘナ造船所
- サン・フェルナンド造船所